# Avitta aroa
Avitta aroa là một loài bướm đêm trong họ Noctuidae.